# Die Gipfelzipfler
Die Gipfelzipfler ist eine zehnteilige österreichische Comedy-Serie. Die Handlung der Serie, die am 1. April 2010 auf ORF 1 startete, läuft in Echtzeit ab, worauf Günther Paal zu Beginn jeder Episode auf humorvolle Weise hinweist. Paals Beschreibung, wie man sich den Ablauf in Echtzeit vorstellen kann, variiert bei jeder Folge ein wenig; dies ist ein Running Gag der Serie.
Die Hauptrollen spielen Roland Düringer und Christian Tramitz.

## Handlung
Der erfolgreich erfolglose Rockmusiker Mick Praller und der eitel vor sich hinscheiternde Werbejinglesänger Frank Rensing wären einander im Leben nie begegnet. Doch dann verschafft der halbseidene Manager Damir seinem Sorgenkind Frank einen Auftritt in der legendären TV-Show „Die Musikantenheimat“ und dazu die Notlösung „Mick“ als Playback-Partner. Frank braucht dringend die Auftrittsgage, während Mick hofft, dass ihn sein Sohn Pauli im Fernsehen sieht und stolz auf seinen Vater ist. Fünf Stunden vor ihrem Auftritt treffen sich die beiden volksmusikalischen Underdogs im Backstagebereich der Musikantenheimat das erste Mal. Dort erfahren sie auch, dass sie als „Die Gipfelzipfler“ angekündigt sind – was den beiden absolut nicht gefällt. Doch das soll an diesem Abend ihr kleinstes Problem sein.
Im Verlauf der einzelnen Episoden wird die Aussicht auf einen erfolgreichen Auftritt immer hoffnungsloser. Zunächst erfahren sie, dass sie keine Rechte an dem Lied „Kleine Liebelei“ haben, mit dem sie eigentlich auftreten sollten. Sie beschließen, einen neuen Song zu schreiben und noch bis zur Sendung aufzunehmen. Inspiriert durch einen musikalischen Polizisten finden sie hierfür auch eine Melodie und stehlen einem kleinen Jungen mit gebrochenem Arm den Gips, um aus den Genesungswünschen einen Songtext zu dichten. Trotz Stellproben im Fernsehstudio und ständigen Unterbrechungen gelingt es ihnen schließlich, ihren Song „Gute Besserung“ mit Hilfe von Micks Laptop einzuspielen. Doch als sie diesen auf eine CD brennen wollen, wird der Laptop zerstört. Am Ende stehen die Gipfelzipfler ohne Lied vor den Fernsehkameras und spielen Paganinis Cantabile für Gitarre und Geige. Für diese Darbietung werden sie mit tosendem Applaus belohnt.